# U-20-Fußball-Südamerikameisterschaft der Frauen 2015
Die U-20-Fußball-Südamerikameisterschaft der Frauen 2015 fand vom 18. November bis zum 3. Dezember 2015 in Brasilien statt und war die siebte Ausgabe des Turniers.
Die zwei nach Abschluss des Turniers bestplatzierten Auswahlmannschaften qualifizierten sich für die U-20-Weltmeisterschaft 2016 in Papua-Neuguinea.
Aus der Veranstaltung ging die U-20 Brasiliens als Sieger hervor. Zweitplatzierte wurde die Auswahl Venezuelas. Torschützenkönigin des Turniers war mit sechs erzielten Treffern die Argentinierin Yamila Rodríguez.

## Spielorte
Die Partien der U-20-Südamerikameisterschaft fanden in zwei Stadien statt.
- Estádio Urbano Caldeira – Santos – 16.068 Plätze
- Estádio Ulrico Mursa – Santos – 7.635 Plätze

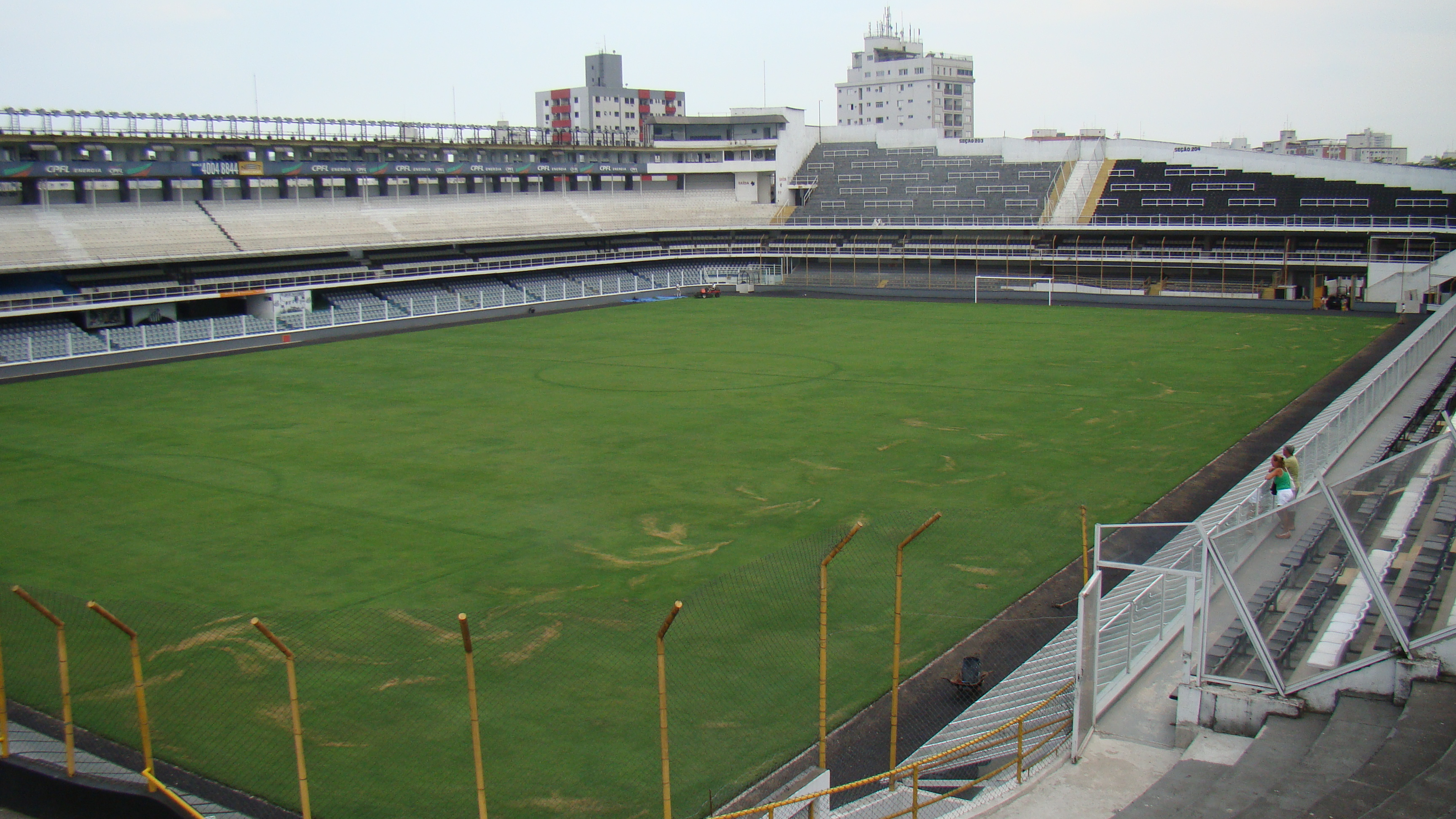
Estádio Urbano Caldeira
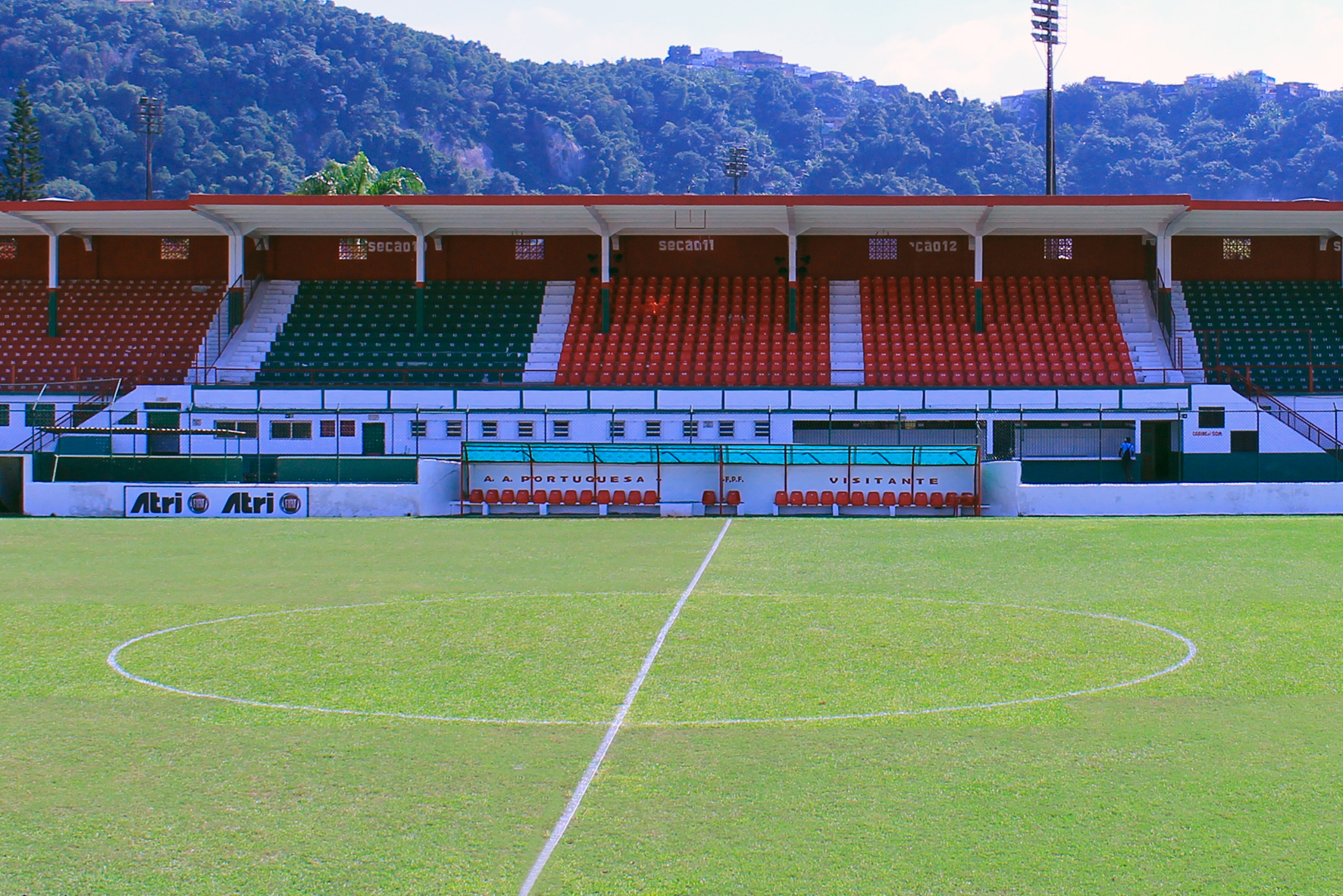
Estádio Ulrico Mursa

## Modus
Gespielt wurde eine Vorrunde in zwei Fünfer-Gruppen. Die anschließende Finalphase mit den zwei gruppenbesten Mannschaften wurde ebenfalls im Gruppenmodus ausgetragen.
Es nahmen am Turnier die Nationalmannschaften Argentiniens, Boliviens, Brasiliens, Chiles, Ecuadors, Kolumbiens, Paraguays, Perus, Uruguays und Venezuelas teil.

## Gruppenphase

### Gruppe A
| Pl.                             | Land      | Sp. | S | U | N | Tore    | Diff. | Punkte |
| ------------------------------- | --------- | --- | - | - | - | ------- | ----- | ------ |
| 1.                              | Brasilien | 4   | 3 | 1 | 0 | 009:300 | +6    | 10     |
| 2.                              | Venezuela | 4   | 3 | 0 | 1 | 009:400 | +5    | 09     |
| 3.                              | Chile     | 4   | 2 | 0 | 2 | 006:500 | +1    | 06     |
| 4.                              | Paraguay  | 4   | 1 | 1 | 2 | 008:120 | −4    | 04     |
| 5.                              | Peru      | 4   | 0 | 0 | 4 | 004:120 | −8    | 0      |
| Qualifiziert für die Finalrunde |           |     |   |   |   |         |       |        |

|                            |   |           |           |
| 19.11. in Estádio Mursa    |   |           |           |
| Paraguay                   | – | Peru      | 3:2 (2:2) |
| Brasilien                  | – | Venezuela | 2:1 (0:0) |
| 21.11. in Estádio Mursa    |   |           |           |
| Venezuela                  | – | Paraguay  | 4:1 (2:0) |
| Peru                       | – | Chile     | 1:2 (0:0) |
| 23.11. in Estádio Mursa    |   |           |           |
| Chile                      | – | Venezuela | 0:1 (0:0) |
| Paraguay                   | – | Brasilien | 2:2 (1:0) |
| 25.11. in Estádio Mursa    |   |           |           |
| Brasilien                  | – | Chile     | 1:0 (1:0) |
| Venezuela                  | – | Peru      | 3:1 (2:0) |
| 27.11. in Estádio Caldeira |   |           |           |
| Chile                      | – | Paraguay  | 4:2 (3:1) |
| Brasilien                  | – | Peru      | 4:0 (2:0) |

### Gruppe B
| Pl.                             | Land        | Sp. | S | U | N | Tore    | Diff. | Punkte |
| ------------------------------- | ----------- | --- | - | - | - | ------- | ----- | ------ |
| 1.                              | Argentinien | 4   | 3 | 0 | 1 | 009:700 | +2    | 09     |
| 2.                              | Kolumbien   | 4   | 2 | 1 | 1 | 007:200 | +5    | 07     |
| 3.                              | Ecuador     | 4   | 2 | 1 | 1 | 008:400 | +4    | 07     |
| 4.                              | Uruguay     | 4   | 1 | 1 | 2 | 005:100 | −5    | 04     |
| 5.                              | Bolivien    | 4   | 0 | 1 | 3 | 002:800 | −6    | 01     |
| Qualifiziert für die Finalrunde |             |     |   |   |   |         |       |        |

|                            |   |             |           |
| 18.11. in Estádio Caldeira |   |             |           |
| Uruguay                    | – | Ecuador     | 3:2 (1:0) |
| Argentinien                | – | Bolivien    | 3:1 (2:1) |
| 20.11. in Estadio Caldeira |   |             |           |
| Bolivien                   | – | Uruguay     | 1:1 (0:1) |
| Ecuador                    | – | Kolumbien   | 0:0       |
| 22.11. in Estadio Caldeira |   |             |           |
| Kolumbien                  | – | Bolivien    | 2:0 (1:0) |
| Uruguay                    | – | Argentinien | 1:3 (0:3) |
| 24.11. in Estádio Mursa    |   |             |           |
| Bolivien                   | – | Ecuador     | 0:2 (0:1) |
| Argentinien                | – | Kolumbien   | 2:1 (1:0) |
| 26.11. in Estadio Caldeira |   |             |           |
| Kolumbien                  | – | Uruguay     | 4:0 (0:0) |
| Ecuador                    | – | Argentinien | 4:1 (2:1) |

## Finalrunde
| Pl.                                                                                            | Land        | Sp. | S | U | N | Tore    | Diff. | Punkte |
| ---------------------------------------------------------------------------------------------- | ----------- | --- | - | - | - | ------- | ----- | ------ |
| 1.                                                                                             | Brasilien   | 3   | 1 | 2 | 0 | 003:100 | +2    | 05     |
| 2.                                                                                             | Venezuela   | 3   | 1 | 2 | 0 | 004:300 | +1    | 05     |
| 3.                                                                                             | Kolumbien   | 3   | 0 | 2 | 1 | 001:200 | −1    | 02     |
| 4.                                                                                             | Argentinien | 3   | 0 | 2 | 1 | 003:500 | −2    | 02     |
| U-20-Südamerikameister und qualifiziert für die U-20-WM 2016 Qualifiziert für die U-20-WM 2016 |             |     |   |   |   |         |       |        |

|                            |   |             |           |
| 29.11. in Estádio Caldeira |   |             |           |
| Argentinien                | – | Venezuela   | 2:2 (0:2) |
| Brasilien                  | – | Kolumbien   | 0:0       |
| 1.12. in Estadio Caldeira  |   |             |           |
| Argentinien                | – | Kolumbien   | 0:0       |
| Brasilien                  | – | Venezuela   | 0:0       |
| 3.12. in Estadio Caldeira  |   |             |           |
| Venezuela                  | – | Kolumbien   | 2:1 (0:1) |
| Brasilien                  | – | Argentinien | 3:1 (2:0) |

## Schiedsrichterinnen
- Estela Álvarez
- Sirley Cornejo
- Regildenia Moura
- María Carvajal
- Susana Corella
- María Daza
- Olga Miranda
- Silvia Reyes
- Nadia Fuques
- Yercinia Correa